# Wiring
Wiring és una plataforma de prototipació de programari obert compost per un llenguatge de programació, una interfície de desenvolupament integrada i una placa base amb un microcontrolador. El seu desenvolupament va començar el 2003 per part de Hernando Barragán. Aquesta plataforma va donar pas al que es coneix com Arduino.
Barragán va començar el projecte a l'Institut Ivrea d'Interacció i Disseny. Després el projecte va passar a ser desenvolupat a l'Escola d'Arquitectura i Disseny de la universitat de Los Andes de Bogotà.
Wiring està basat en el Processing, un projecte de codi obert iniciat per Casey Reas i Benjamin Fry, tots dos anteriors participants del Grup d'Estètica i Computació al Mit Media Lab. La documentació ha sigut creada atentament, tenint presents dissenyadors i artistes. Hi ha una comunicació on els experts, els desenvolupadors de nivell intermedi i els principiants de tot el món comparteixen idees, coneixement i experiències personals. Wiring permet escriure el codi per tal de controlar dispositius connectats a plaques electròniques, permetent així crear tot tipus d'objectes interactius o espais.
La idea és escriure unes poques línies de codi, connectar un parell de components al maquinari de Wiring i observar com una llum s'encén quan una persona s'apropa, escriure unes quantes línies més, afegir un altre sensor i veure com aquesta llum canvia quan la quantitat de llum de l'habitació disminueix, Aquest procés és anomenat sketching amb maquinari; i permet explorar una gran quantitat d'idees molt ràpid, seleccionar les més interessants, refinar-les i produir prototips.